# 全民K歌
全民K歌，是中華人民共和國一款社交類唱歌手機應用程序，中華人民共和國境外版稱為WeSing。用戶可以在全民K歌上唱歌，也可以和其他用戶比拼。

## 历史
全民K歌於2014年9月正式上線，當時由海洋音樂集團推出。2016年，腾讯收购了海洋音樂集團的後繼公司China Music Corporation後，全民K歌隸屬於腾讯音乐娱乐集团。截至2017年6月，其用戶規模達到4.5億。每日活躍用戶達到3500萬。

## 外部連結
- 官方网站